# Lozère
Lozère (48; Occitaans: Losera) is een Frans departement, gelegen in de regio Occitanie. De prefectuur is Mende. Na Frans-Guyana is Lozère het dunstbevolkte departement van Frankrijk; in 2020 telde het 76.633 inwoners. De naam van het departement is afgeleid van de Mont Lozère. 

## Geschiedenis
Het departement was een van de 83 departementen die werden gecreëerd tijdens de Franse Revolutie, op 4 maart 1790 door uitvoering van de wet van 22 december 1789, uitgaande van een deel van de provincie Languedoc.

## Geografie
Lozère wordt omringd door de departementen Cantal, Haute-Loire, Ardèche, Gard en Aveyron. Het departement behoort tot de regio Occitanie (sinds 1 januari 2016). Tot 31 december 2015 maakte het deel uit van de (nu voormalige) regio Languedoc-Roussillon.
Lozère bestaat uit de twee arrondissementen:
- Arrondissement Florac
- Arrondissement Mende

Lozère heeft 13 kantons:
- Kantons van Lozère

Lozère heeft 152 gemeenten:
- Lijst van gemeenten in het departement Lozère

Bekende plaatsen in Lozère zijn:
- Florac
- Le Rozier
- Mende
- Meyrueis
- Sainte-Enimie

### Natuur
De streek, en met name het natuurgebied de Cevennen, met Nationaal Park Cevennen, is erg geliefd bij natuurliefhebbers. Het hoogste punt van het gebied is de Mont Lozère (1699 meter). Tussen Meyrueis en Le Vigan ligt het Massief de l'Aigoual met de Mont Aigoual (1567 meter).
De Causses zijn ook bekend in dit gebied, met daarin de streken Aubrac en Margeride.
Er zijn diverse kloven (gorges) in de Lozère, zoals de Gorges du Tarn en de Gorges de la Jonte.
Er komen onder andere wolven voor.

### Grotten
- L'Aven Armand
- Grotte de Dargilan

### Rivieren
- Tarn
- Lot
- Allier
- Truyère
- Collagne
- Chapeauroux
- Bès
- Jonte

## Demografie
De inwoners van Lozère heten Lozériens. Lozère is het dunst bevolkte departement op het vasteland van Frankrijk.

### Demografische evolutie sinds 1962
| Naam       | Index 1962 | Index 1968 | Index 1975 | Index 1982 | Index 1990 | Index 1999 | Index 2008 | Index 2019 |
| ---------- | ---------- | ---------- | ---------- | ---------- | ---------- | ---------- | ---------- | ---------- |
| Lozère     | 100,0      | 94,4       | 91,4       | 90,7       | 89,0       | 89,8       | 94,0       | 93,7       |
| Frankrijk* | 100,0      | 107,1      | 113,3      | 117,0      | 121,9      | 126,0      | 133,8      | 140,1      |

| Naam       | Inw./Km² 1962 | Inw./km² 1968 | Inw./km² 1975 | Inw./km² 1982 | Inw./km² 1990 | Inw./km² 1999 | Inw./km² 2008 | Inw./km² 2019 |
| ---------- | ------------- | ------------- | ------------- | ------------- | ------------- | ------------- | ------------- | ------------- |
| Lozère     | 15,8          | 15,0          | 14,5          | 14,4          | 14,1          | 14,2          | 14,9          | 14,8          |
| Frankrijk* | 84,2          | 90,1          | 95,4          | 98,5          | 102,7         | 106,1         | 112,7         | 119,7         |

Frankrijk* = exclusief overzeese gebieden
Bron: Recensement Populaire INSEE - 1962 tot 1999 population sans doubles comptes, nadien Population Municipale
Op 1 januari 2022 had Lozère 76.503 inwoners.

### De 10 grootste gemeenten in het departement
| Nr. | Gemeente                  | Aantal inwoners (2022) |
| --- | ------------------------- | ---------------------- |
| 1   | Mende                     | 12.322                 |
| 2   | Marvejols                 | 4.752                  |
| 3   | Saint-Chély-d'Apcher      | 4.025                  |
| 4   | Langogne                  | 2.860                  |
| 5   | Peyre-en-Aubrac           | 2.304                  |
| 6   | Florac Trois Rivières     | 2.111                  |
| 7   | La Canourgue              | 2.095                  |
| 8   | Bourgs sur Colagne        | 2.077                  |
| 9   | Chanac                    | 1.421                  |
| 10  | Saint-Alban-sur-Limagnole | 1.378                  |

## Afbeeldingen

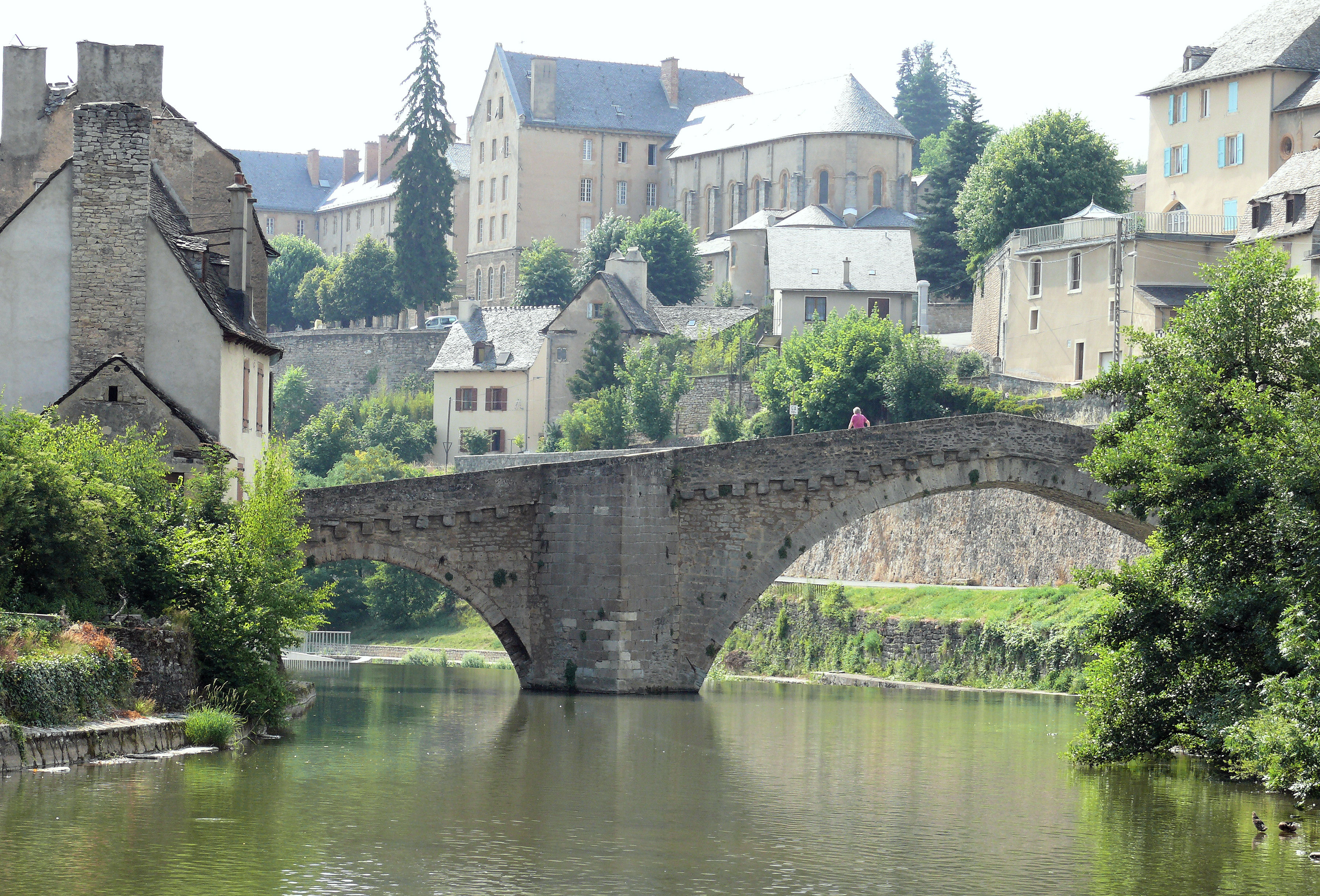
Pont Notre-Dame, Mende
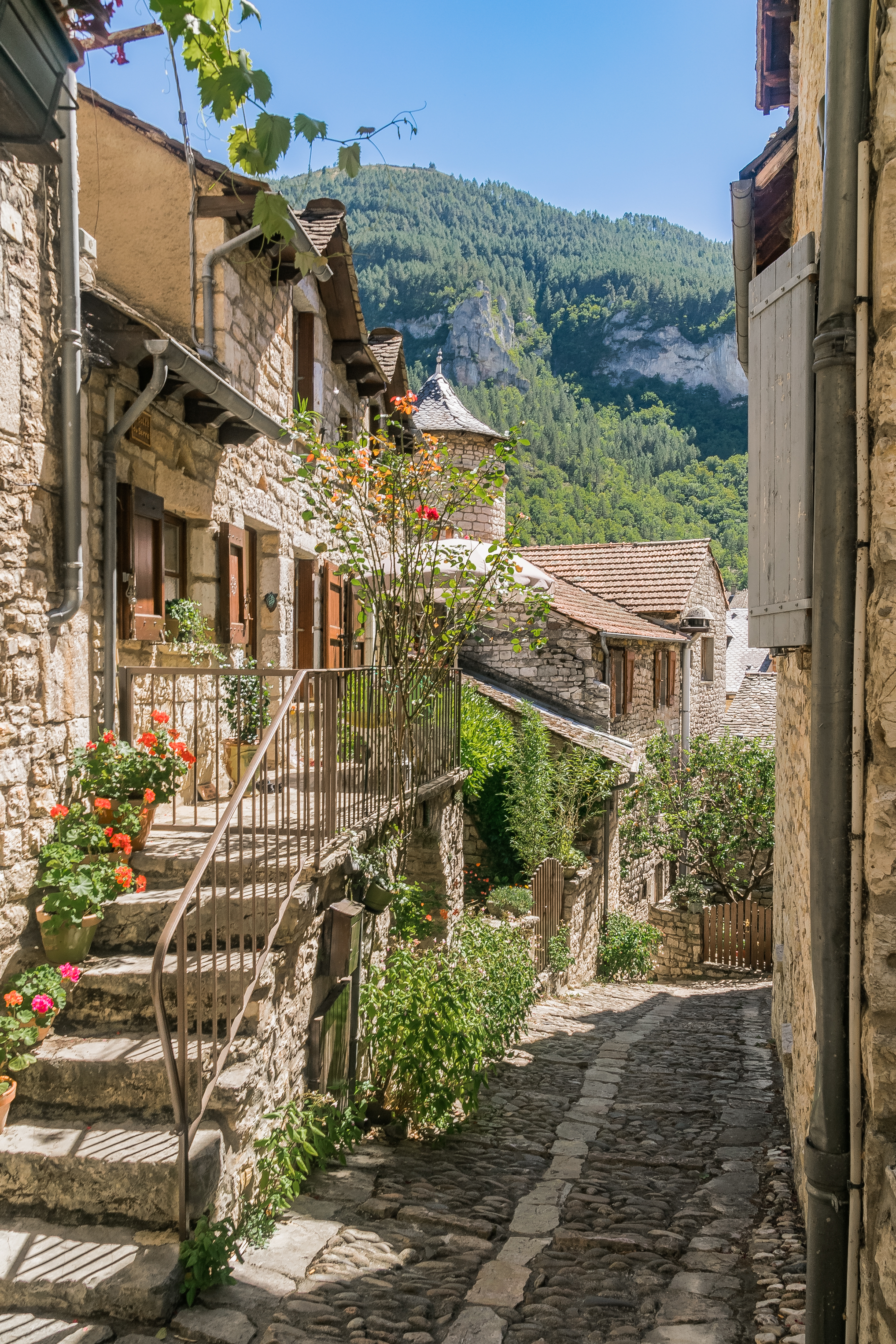
Sainte-Enimie
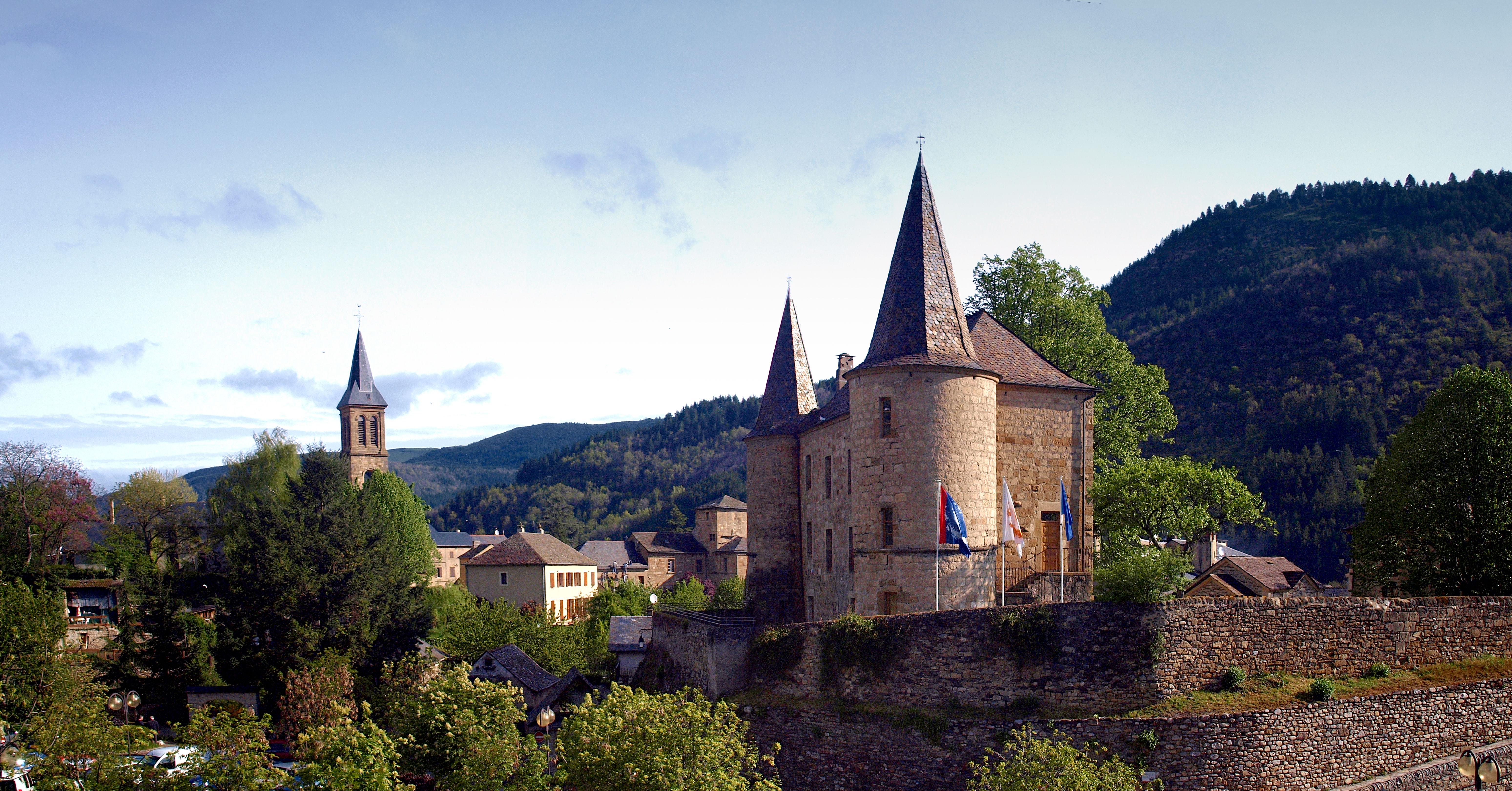
Florac
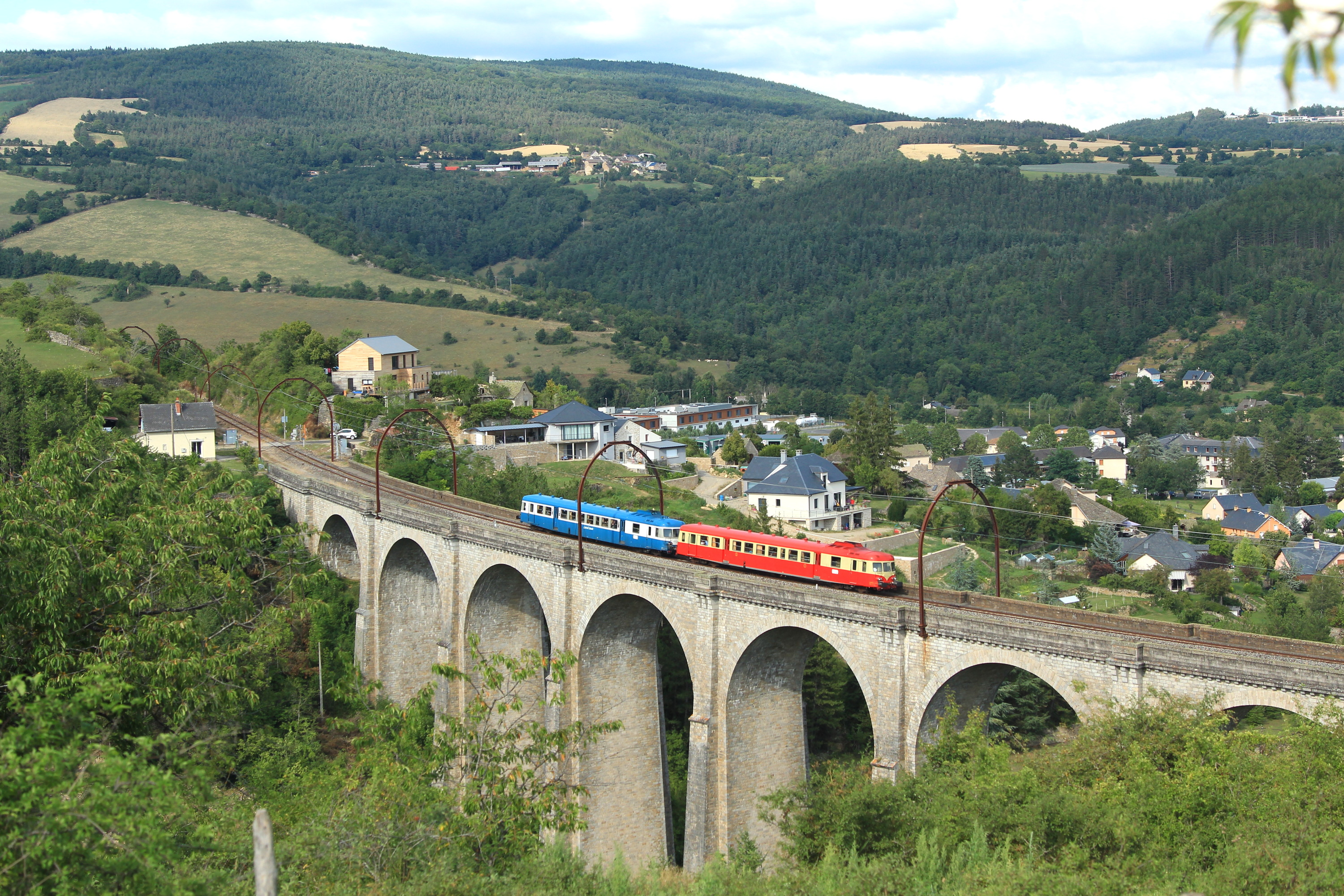
Bij Marvejols